# Fromage de tête
Le fromage de tête, tête pressée, tête marbrée, tête en fromage, civier, glacé, pâté de tête — tête fromagée au Québec, au Nouveau-Brunswick et en Ontario —, kip-kap à Bruxelles, est une charcuterie d'origine européenne.
L'appellation « fromage » ne se réfère pas à un produit laitier⁣ ; il s'agit d'une sorte de pâté fait d'un hachis de viandes cuites. Au moyen-âge, ce pâté était fait dans le moule utilisé pour faire certains fromages. D'où l'appellation. 

## Composition
Il est constitué des parties charnues (joues, groin, langue…) d'une tête de porc ou de sanglier, généralement cuites avec des petits morceaux de carotte, parfois de cornichons, d’échalote ou d'oignon et moulés en gelée, assaisonnés avec du persil, de l'ail, du poivre, du thym, des baies de genièvre, des clous de girofle, etc.

## Dénominations

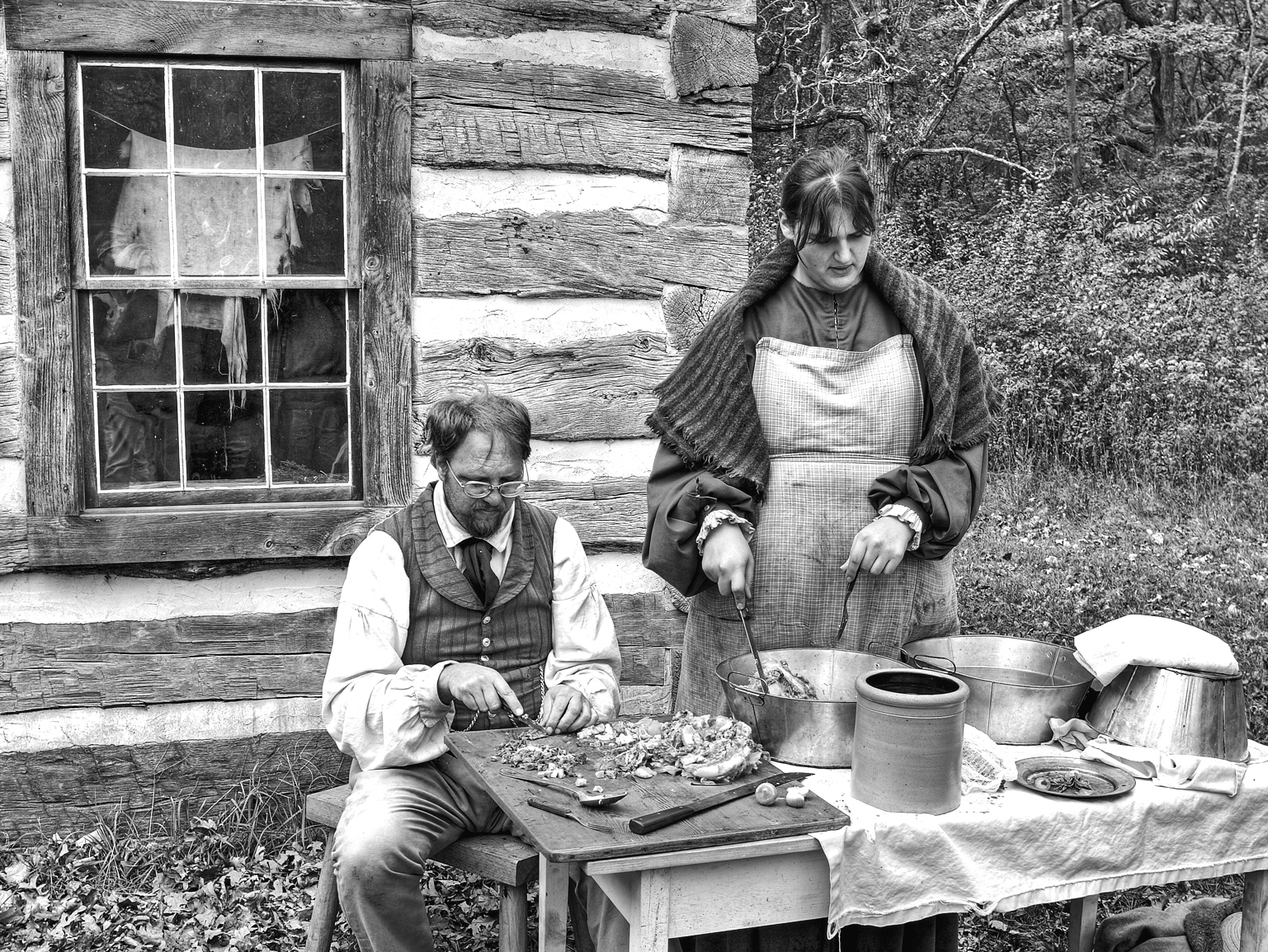
Reconstitution d'une scène de fabrication du fromage de tête en 1845, dans le Wisconsin, par un couple venu de Norvège.

La préparation se nomme tête fromagée  au Canada francophone. 
En France, il est appelé fromage de tête, glacé, ainsi que schwinnekääs en Moselle germanophone, Presswurst ou Presskopf en Alsace et beultekaze à Dunkerque.
À l'île de la Réunion, il est appelé fromage cochon.
En Belgique francophone, on l'appelle tête pressée. On l'appelle kip-kap à Bruxelles. 
En Suisse, elle porte différents noms selon les régions : tête marbrée en Suisse romande, gelée de ménage dans le canton du Jura et Schwartenmagen en Suisse alémanique.
En Allemagne, son nom varie également selon les régions : Presswurst, Presskopf (en Bavière), Sülze ou Schwartenmagen.
Dans les pays de l'Est, elle est appelée salceson en Pologne, tobă en Roumanie et zielts en Russie.
Enfin, elle se nomme carn de perol en Catalogne et head cheese dans les pays anglophones.

## Historique
Historiquement, une tête entière de porc saumurée était cuite toute une nuit, puis désossée — d'où le nom de fromage de tête —, mais sans utiliser les oreilles, les yeux et toutes les parties cartilagineuses.

## Variantes

### Europe de l'Ouest
En France, dans les Hauts-de-France, les Alpes, le Massif central méridional, cette préparation charcutière est généralement aromatisée avec des baies de genièvre concassées. Les populations de certaines régions distinguent le fromage de tête fait à base de sanglier et l'appellent « fromage de hure ».

### Pays musulmans
Dans tous les pays musulmans, le porc est remplacé par du mouton (tête et pieds) et la recette est aromatisée avec du citron, du laurier et du piment. Il ne contient jamais de sang.